# Yuri Antonio Costa da Silva
Yuri Antonio Costa da Silva (* 8. Januar 1996 in Rio de Janeiro) ist ein brasilianischer Fußballspieler.

## Karriere
Yuri begann seine Laufbahn in der Jugend von Botafogo FR, bevor er 2016 an den Gonçalense FC verliehen wurde. Für Gonçalense absolvierte er vier Spiele in der Fluminense FC Série A2, der zweithöchsten Spielklasse des Bundesstaates Rio de Janeiro, wobei er zwei Tore erzielte. Daraufhin kehrte er zunächst zu Botafogo zurück und bestritt ein Spiel in der Staatsmeisterschaft von Rio de Janeiro. Später schloss er sich auf Leihbasis dem Criciúma EC an, für den er allerdings nicht zum Einsatz kam. Im Sommer 2017 wurde er an den Santa Cruz FC verliehen. Für Santa Cruz kam er zu 13 Partien in der Série B, der zweiten brasilianischen Liga. Zur Saison 2018 wechselte er zu Botafogo zurück und kam in jener Spielzeit zu zwei Spielen in der Série A, der höchsten brasilianischen Spielklasse. Anfang 2019 schloss er sich auf Leihbasis dem Figueirense FC an. In sieben Spielen für Figueirense in der Staatsmeisterschaft von Santa Catarina erzielte er ein Tor. Im Frühjahr 2019 kehrte der Linksverteidiger zu Botafogo zurück. Er avancierte zum Stammspieler und spielte bis Saisonende 17-mal in der erstklassigen Série A. Anfang 2020 wechselte er fest zu AA Ponte Preta. Bis Saisonende absolvierte er fünf Spiele in der Staatsmeisterschaft von São Paulo und 15 Partien in der Série B. In der folgenden Spielzeit 2021 kam er zu neun Spielen für Ponte Preta in der Staatsmeisterschaft von São Paulo, ehe er im Sommer 2021 einen Vertrag beim Schweizer Superligisten FC Lugano unterschrieb.

## Erfolge
FC Lugano
- Schweizer Cupsieger: 2022